# ناحیه دنگوله
ناحیه دنگوله (به لاتین: Denguélé District) یک منطقهٔ مسکونی در ساحل عاج است که در ساحل عاج واقع شده‌است. ناحیه دنگوله ۲۰٬۹۹۷ کیلومتر مربع مساحت و ۲۸۹٬۷۷۹ نفر جمعیت دارد.